# Apolinère Enameled
Apolinère Enameled är en målning av Marcel Duchamp.
Apolinère Enameled målades omkring 1916 och är en kraftigt ändrad version av en kommersiell affisch. Bilden visar en flicka som målar en sängram med vit emaljfärg. Avbildningen av sängramen inbegriper olika perspektivlinjer samtidigt, vilka avsiktligt ger en "omöjlig figur". För att understryka formens omöjlighet saknas också en bit av ramen. 
Marcel Duchamp kallade denna sorts objekt för "assisted readymade"
Apolinère Enameled var menad som en humoristisk hyllning till vännen och poeten Guillaume Apollinaire. Affischen på kartong för målarfärgen "Sapolin Enamel", en färg som brukade användes för att måla radiatorer, hade han antagligen fått i en färgaffär i New York. Marcel Duchamp ändrade noggrant  bokstäverna i "SAPOLIN ENAMEL" till "APOLINÈRE ENAMELED" genom att måla över "S" och lägga till nya bokstäver med vit målarfärg. Den lilla flickans hår i spegeln är också skuggat med en blyertspenna. 
Apolinère Enameled finns idag på Philadelphia Museum of Art i Philadelphia i USA. Den donerades till museet 1950 av Louise och Walter Arensberg.